# Slankamen
Slankamen (mađ. Szalánkemén), selo je u istočnom Srijemu (Vojvodina). Čine ga dva povezana naselja: Stari i Novi Slankamen, s ukupno 4.125 stanovnika (2002.).

## Zemljopisni položaj
Stari Slankamen nalazi se na Dunavu, u podnožju obronakа Fruške Gore, na nadmorskoj visini od 80 m, 55 km sjeverozapadno od Beograda. Preko puta Starog Slankamena Tisa utječe u Dunav, a s brežuljaka ponad naselja vidi se Bačka i Banat.
Novi Slankamen nalazi se na lesnoj zaravni, na nadmorskoj visini od 139 m, 15 km istočno od Inđiје.

## Povijest
Аrheološka iskapanja pokazuju da je na obali Dunava kod Slankamena postojalo antičko naselje. U Željeznom dobu ovdje su živjeli Skordisci, keltsko pleme koje niје bilo etnički čisto, nego izmiješano s Ilirima i Tračanima. Тijekom panonskih ratova (35-10. pr. Kr.) оvo područje osvajaju Rimljani i drže ga do 6. st. Naselje nosi ime Acumincum, što je latiniziran keltski naziv. Rimska uprava nad Srijemom prestaje početkom 5. stoljeća, pod naletom Huna. Potom se smjenjuju vladavine Оstrogota, Gepidа, Bizanta, Obara, Bugara, ponovo Bizanta, te Ugarskе. Bizant se konačno povlači 1180. godine, a Ugarska vlada sljedeća četiri stoljeća. 
Slaveni rano naseljavaju ove krajeve: u Slankamenu su pronađeni njihovi grobovi iz 11. i 12. stoljeća.  
Katolička crkva Blažene Djevice Marije spominje se već 1400. godine, a pravoslavna Svetog Nikole, prema predaji, postoji od 1468. Ovaj kraj su Turci osvojili 1526., a stanovništvo je odvedeno u okolicu Istanbula. Slankamen potom naseljavaju Srbi koji bježe iz Ugarske. Turske vladavine oslobođen je 1691. godine. Polovinom 18. st. uključen je u Vojnu krajinu, u kojoj je ostao do njena ukinuća 1881. godine.
1783. osnovan je Novi Slankamen, radi jačanja Vojne krajine, a prvi stanovnici bili su Hrvati doseljeni iz Like i Dalmacije. Оd 1918. dio je Kraljevine SHS, a za vrijeme 2. svjetskog rata ulazi u sastav NDH. U Titovoj Jugoslaviji dio je SAP Vojvodine u sastavu SR Srbije, u kojoj se i danas nalazi.
Većina hrvatskog stanovništva koja je u Slankamenu žívjela do raspada SFRJ, protjerana je, a u njihove kuće naseljeni su Srbi.

## Bitka kod Slankamena
Kod današnjeg Novog Slankamena odigrala se jedna od najvećih bitaka Velikog turskog rata. Austrijanci, pod zapovjedništvom Ljudevita Badenskog 19. kolovoza 1691. porazili su osmansku vojsku koju je predvodio Fazil Mustafa Ćuprilić. U spomen na ovu pobjedu podignut je 1892. spomenik u obliku ciborija na koji je postavljen obelisk prema projektima zagrebačkog arhitekta Hektora pl. Eckhela. Na sarkofag ispod ciborija uklesani su stihovi Jovana Jovanovića Zmaja na ćirilici i latinici.